# Ati Tul·li
Atti Tul·li (en llatí Attius Tullius) va ser un important rei dels volscs.
Coriolà quan va ser desterrat de Roma es va refugiar a la seva cort i el va convèncer de fer la guerra als romans i de donar-li el comandament. En els millors manuscrits de Titus Livi, el seu nom és Attius Tullius i Joan Zonaràs l'anomena també Τούλλιος, però Dionís d'Halicarnàs i Plutarc donen la forma ΤΤύλλος, Tullus en lloc de Tullius.